# Robert Gould Shaw
Robert Gould Shaw (Boston, Massachusetts; 10 de octubre de 1837 - Morris Island, Carolina del Sur; 18 de julio de 1863) fue un oficial que formó parte del ejército de la Unión durante la Guerra de Secesión estadounidense.
Siendo Coronel, estuvo al frente del 54.º Regimiento de Infantería de Voluntarios de Massachusetts, una de las primeras unidades oficiales formadas por personas de raza negra casi en su totalidad, que entró en la guerra en 1863.
Falleció durante la Segunda Batalla del Fuerte Wagner, cerca de Charleston (Carolina del Sur).
En el año 1989 se realizó la película Tiempos de gloria donde es el principal protagonista, siendo interpretado por el actor Matthew Broderick.

## Infancia y juventud
Nació en una acaudalada familia de Boston, abolicionistas radicales y unitarios. Robert no compartía las creencias de sus padres. Sus padres se llamaban Francis George y Sarah Blake Sturgis Shaw y tenía cuatro hermanas: Anna, Josephine, Susana y Ellen.
La familia vivía en la finca que le dejó como herencia el abuelo de Shaw, que era comerciante, y cuyo nombre coincidía con el suyo (Robert Gould Shaw, 1776-1853). Cuando Robert tenía cinco años, se trasladaron a West Roxbury, cerca de Brook Farm.
De nuevo se trasladó con su familia a Staten Island, en Nueva York, estableciéndose en una comunidad de literatos y abolicionistas donde conocería entre otras personalidades notables a William Lloyd Garrison, Charles Summer, Nathaniel Hawthorne, Harriet Beecher Stowe y Ralph Waldo Emerson.
Fue matriculado en el St. John’s College Roman Catholic School (institución que acabaría convirtiéndose en la Universidad de Fordham), pese a pertenecer a la Iglesia Unitaria. Viajando con su familia, su adolescencia la pasó estudiando en el extranjero por países como Suiza, Italia, Alemania (Hannover), Noruega y Suecia.
Desde 1856 hasta 1859, estudió en la Universidad de Harvard, donde formó parte del Porcellian Club, antes de graduarse abandonó sus estudios para trabajar en la firma mercantil de su tío Henry P. Sturgis, en Nueva York, pero su interés por el trabajo fue disminuyendo mientras su pasión por la política iba creciendo. También fue miembro de la Sociedad de los Cincinnati.

## Guerra civil
Tras la elección de Abraham Lincoln como presidente y la secesión de varios estados del sur, Shaw se alistó al 7.º Regimiento de Infantería de Nueva York con la esperanza de entrar en acción si estallaba la guerra. Después del ataque al Fuerte Sumter, el 7.º Regimiento respondió a la llamada de Lincoln para abortar el ataque. Lo trasladaron a Washington D. C. en abril de 1861, y allí conoció al Secretario de Estado William Seward y al mismo presidente Lincoln.
La unidad estuvo en activo durante 30 días. Como deseaba permanecer en servicio, solicitó ser destinado de manera permanente en algún regimiento de Massachusetts, y la petición le fue concedida el 11 de mayo de 1861, cuando fue destinado al 2.º Regimiento de Infantería de Massachusetts con el grado de Teniente Segundo, uniéndose con ellos en Camp Andrew, West Roxbury, para su entrenamiento.
En julio del mismo año, fue enviado con el regimiento a Martinsburg, Virginia Occidental, y después fue agregado al Cuerpo del Mayor General Nathaniel Banks, sirviendo durante un año en el oeste de Maryland y Virginia, realizando tentativas de detener al ejército de Shenandoah del Mayor General Thomas "Stonewall" Jackson durante la campaña de Jackson en el Valle de Shenandoah.
Shaw participó en las batallas de Winchester (donde tuvo la suerte de no ser herido cuando una bala dirigida a él le impactó en su reloj de bolsillo), Cedar Mountain y Antietam (donde fue herido) mientras estuvo en el 2.º Regimiento de Infantería, alcanzando finalmente el grado de Capitán.
A finales de 1862 fue a ver a su padre, antes de tomar el mando del nuevo regimiento que estaba a punto de formarse con personas de raza negra. Al principio rechazó la oferta pero tras meditarlo cuidadosamente y debido al fuerte sentido del deber que tenía en el ejército, decidió aceptar el cargo que le habían ofrecido. En las cartas que escribió decía que tenía dudas acerca de que fuera a tener éxito con su nuevo regimiento formado por negros liberados, pero que la pasión y dedicación que les ponían sus hombres le causó tal impresión que empezó a tener tanto respeto por ellos como al resto de los soldados en los que confiaba.
Durante la instrucción en el campamento se les informó del trato que recibían respecto a la paga, que para los negros era menor que para los blancos, por lo que iniciaron un boicot hasta que ese problema de igualdad estuvo resuelto. Los soldados del 54.º Regimiento de Infantería de Voluntarios de Massachusetts (y su hermano el 55.º Regimiento de Infantería de Voluntarios de Massachusetts) se negaron a cobrar la paga hasta que el Congreso no equiparara la paga para todos por igual, cosa que ocurrió en agosto de 1863.
Shaw ascendió a Mayor el 31 de marzo de 1863, para después ser designado Coronel el 17 de abril del mismo año.

## Matrimonio
Shaw contrajo matrimonio con Annie Kneeland Haggerty Shaw (1835-1907) el 2 de mayo de 1863, en Nueva York. Decidieron casarse contra la voluntad de sus padres antes de que el Regimiento abandonara Boston. Disfrutaron de su luna de miel en la finca Haggerty, en Lenox, Massachusetts.
Se sabe que también tenía una "profunda amistad" con la señorita Charlotte Forten, una profesora afroamericana, mientras sus tropas estaban en Carolina del Sur. La señorita Forten tenía un diario donde parece ser que hablaba muy bien del Coronel, aunque Shaw no hizo mención alguna de su existencia en las cartas que dirigía a su esposa, Anne.

## Cartas
A lo largo de la contienda civil americana, Shaw escribió más de 200 cartas dirigidas a sus familiares y amistades, por las que se conoce gran parte de su vida. Actualmente se encuentran en la Biblioteca Houghton, de la Universidad de Harvard, existiendo facsímiles en digital que están al alcance del público en general. El libro Blue-Eyed Child of Fortune, incluye gran parte de sus cartas y una breve biografía de Shaw. Peter Burchard también utilizó estas cartas como fuente de inspiración para su libro One Gallant Rush.

## El ataque al Fuerte Wagner
Tras abandonar Boston, el 28 de mayo de 1863, el regimiento esperó entrar pronto en lucha, pero al principio fue utilizado para tareas manuales. Una de las incursiones que hicieron, contra la voluntad de Shaw, fue en Darien, en el estado de Georgia, cuya orden fue la de saquear y quemar innecesariamente la ciudad, dada por el Coronel James Montgomery, y que Shaw consideró de "acción satánica".
El Regimiento fue enviado a Charleston, en Carolina del Sur, para tomar parte en la operación que estaban preparando para contraatacar a los Confederados allí asentados.
El 18 de julio de 1863, inician el asalto del Fuerte Wagner con dos brigadas de soldados blancos. Como el regimiento se paralizó ante la fiereza del fuego Confederado, el coronel Shaw animó a sus hombres a avanzar en la batalla con el grito de “¡Adelante, quincuagésimo cuarto, adelante!”
Montó una barricada e instó a sus hombres a seguir adelante pero un tiro certero en el corazón acabó con su vida casi instantáneamente.
Según el sargento afroamericano que comandaba el 54.º, recibió el disparo mientras dirigía la unidad y cayó en el exterior del fuerte.
Los Confederados salieron victoriosos y enterraron a sus enemigos blancos y negros en una fosa común, entre ellos el Coronel Shaw, pretendiendo ser un insulto para el enemigo.
Tras la batalla, el general de la Confederación, Johnson Hagood, devolvió los cuerpos de los oficiales de la Unión muertos en combate, excepto el del coronel Shaw, al que dejó en la fosa común.
Hagood informó a un cirujano de la Unión que habían capturado que "si hubiera estado al mando de un regimiento blanco, le habría dado un entierro honorable, pero siendo como había sido, prefería dejarlo en la fosa común junto con los negros que comandaba".
Se intentó recuperar el cuerpo del coronel Shaw, que previamente a su entierro había sido despojado de sus ropas y robado. El padre al saber tal hecho dijo públicamente que estaba orgulloso de que su hijo hubiera sido enterrado con sus tropas, pues era un deber que correspondía al papel que desempeñaba como soldado y cruzado por una justicia social.
En una carta dirigida al cirujano del regimiento, Lincoln Stone, Frank Shaw escribió: "No deberíamos de mover el cuerpo del lugar donde se encuentra, rodeado de sus valientes y dedicados soldados...No podemos imaginarnos mejor sitio que ese, al lado de su compañía, ¡qué buenos guardaespaldas!"
Tras la muerte de Robert Shaw, su joven esposa, Annie, se trasladó a Europa para vivir con su hermana. Nunca se volvió a casar.

## Honores y apariciones en la cultura popular
- En 1864, la escultora Mary Edmonia Lewis creó un busto de Shaw.
- El Memorial Robert Gould Shaw, diseñado por Augustus Saint-Gaudens y Stanford White, realizado para inmortalizar su figura y la de los primeros afroamericanos que lucharon en la Guerra Civil, está ubicado entre Beacon Street, siendo inaugurado el 31 de mayo de 1897. Les llevó casi catorce años completar el  monumento, realizado en bronce en alto relieve.

“Ahí van los defensores de un mundo mejor”, fue uno de los homenajes a estos hombres que hizo William James durante la inauguración del monumento.
- También se han realizado algunos dibujos y maquetas de yeso.
- En el cementerio de Moravian, en Staten Island, Nueva York, hay otro monumento dedicado a la memoria de Shaw erigido por su familia. Cada año se celebra allí una ofrenda en el día de su cumpleaños.
- En la Universidad de Harvard hay una placa conmemorativa dedicada a los estudiantes que fallecieron durante la Guerra Civil. Aunque no se graduó, está registrado que asistió durante el curso de 1860.
- Elizabeth Gaskell se inspiró en la vida de Robert Gould Shaw para componer un poema en su honor, el cual se publicó en la revista Macmillan en 1864. Se puede acceder al mismo en el sitio web The Gaskell Web.
- La historia de Shaw y el 54.º Regimiento de Infantería de Voluntarios de Massachusetts fue llevada al cine en la película Tiempos de gloria, realizada en 1989, siendo interpretado el coronel Shaw por Matthew Broderick.
- El Memorial ubicado en Boston dedicado a Shaw y el 54.º Regimiento, de Augustus Saint-Gaudens, es la principal inspiración de Charles Ives para crear su obra "Tres Lugares de Nueva Inglaterra".
- El poeta Robert Lowell también toma como inspiración la obra del Memorial para crear en 1964 su poema “For the Union Dead” ("Por los muertos de la Unión") en el centenario de la proeza.
- El poeta afroamericano Paul Laurence Dunbar escribió un poema titulado "Robert Gould Shaw".
- El poeta afroamericano Benjamin Brawley Griffith escribió un poema titulado memorial "My Hero" elogiando al coronel.
- En las afueras de Washington D. C., existe un barrio que lleva el nombre de Shaw, en honor al coronel.